# Lookout Mountain (Alabama)
Lookout Mountain es un lugar designado por el censo ubicado en el condado de Etowah en el estado estadounidense de Alabama. En el Censo de 2010 tenía una población de 1621 habitantes y una densidad poblacional de 65,75 personas por km².

## Geografía
Lookout Mountain se encuentra ubicado en las coordenadas 34°6′57″N 85°57′56″O / 34.11583, -85.96556. Según la Oficina del Censo de los Estados Unidos, Lookout Mountain tiene una superficie total de 39.68 km², de la cual 39.64 km² corresponden a tierra firme y (0.09%) 0.04 km² es agua.

## Demografía
Según el censo de 2010, había 1621 personas residiendo en Lookout Mountain. La densidad de población era de 65,75 hab./km². De los 1621 habitantes, Lookout Mountain estaba compuesto por el 95.93% blancos, el 2.34% eran afroamericanos, el 0.37% eran amerindios, el 0% eran asiáticos, el 0% eran isleños del Pacífico, el 0.8% eran de otras razas y el 0.56% pertenecían a dos o más razas. Del total de la población el 1.23% eran hispanos o latinos de cualquier raza.